# Pangrapta ariusalis
Pangrapta ariusalis är en fjärilsart som beskrevs av Walker 1858. Pangrapta ariusalis ingår i släktet Pangrapta och familjen nattflyn. Inga underarter finns listade i Catalogue of Life.